# Saison NBA 1950-1951
Navigation
Saison 1949-1950 Saison 1951-1952
La saison NBA 1950-1951 est la 2e saison de la NBA (la 5e en comptant les trois saisons de BAA). La saison se termine sur la victoire des Rochester Royals face aux New York Knickerbockers 4 victoires à 3.

## Faits notables
- La NBA décide de réorganiser la ligue avant le début de la saison : 6 équipes sont remerciées (les Anderson Packers, les Stags de Chicago, les Denver Nuggets, les St. Louis Bombers, les Sheboygan Redskins et les Waterloo Hawks). Le nombre d'équipes tombe à 10 quand, au milieu de la saison, les Washington Capitols disparaissent.
- Le premier NBA All-Star Game, un match d'exhibition annuel regroupant les meilleurs joueurs, est organisé à Boston, Massachusetts. Ed Macauley, des Celtics de Boston, emmène l'Est à la victoire 111-94 face à l'Ouest, et devient le premier Most Valuable Player du All-Star Game.
- Premier triplé de meilleur scoreur consécutif pour George Mikan.

## Classement final
| Champion de division | Qualifié pour les playoffs | Éliminé des playoffs |

| Division Est             | V  | D  | PCT   | GB   |
| ------------------------ | -- | -- | ----- | ---- |
| Warriors de Philadelphie | 40 | 26 | 60,6% | -    |
| Celtics de Boston        | 39 | 30 | 56,5% | 2.5  |
| Knicks de New York       | 36 | 30 | 54,5% | 4    |
| Nationals de Syracuse    | 32 | 34 | 48,5% | 8    |
| Bullets de Baltimore     | 24 | 42 | 36,4% | 16   |
| Capitols de Washington   | 10 | 25 | 28,6% | 14.5 |

| Division Ouest           | V  | D  | PCT  | GB |
| ------------------------ | -- | -- | ---- | -- |
| Lakers de Minneapolis    | 44 | 24 | .606 | -  |
| Royals de Rochester      | 41 | 27 | .565 | 3  |
| Pistons de Fort Wayne    | 32 | 36 | .545 | 12 |
| Olympians d'Indianapolis | 31 | 37 | .485 | 13 |
| Blackhawks de Tri-Cities | 25 | 43 | .364 | 19 |

## Leaders de la saison régulière
| Catégorie            | Joueur                    | Franchise                                        | Stat |
| -------------------- | ------------------------- | ------------------------------------------------ | ---- |
| Points par match     | George Mikan              | Minneapolis Lakers                               | 28.4 |
| Rebonds par match    | Dolph Schayes             | Syracuse Nationals                               | 16.4 |
| Assists par match    | Dick McGuire Andy Phillip | New York Knickerbockers Warriors de Philadelphie | 6.3  |
| % à 2 points         | Alex Groza                | Indianapolis Olympians                           | 47.0 |
| % aux lancers francs | Joe Fulks                 | Warriors de Philadelphie                         | 85.5 |

## Tableau des playoffs
|  | Demi-finales de Division | Demi-finales de Division | Demi-finales de Division |                     |   | Finales de Division   | Finales de Division | Finales de Division |  |  | Finales NBA | Finales NBA        | Finales NBA |
|  |                          |                          |                          |                     |   |                       |                     |                     |  |  |             |                    |             |
|  | 1                        | Warriors de Philadelphie | 0                        |                     |   |                       |                     |                     |  |  |             |                    |             |
|  | 4                        | Nationals de Syracuse    | 2                        |                     |   |                       |                     |                     |  |  |             |                    |             |
|  | 4                        | Nationals de Syracuse    | 2                        |                     | 4 | Nationals de Syracuse | 2                   |                     |  |  |             |                    |             |
|  | Division Est             |                          |                          |                     | 4 | Nationals de Syracuse | 2                   |                     |  |  |             |                    |             |
|  |                          |                          | 3                        | Knicks de New York  | 3 |                       |                     |                     |  |  |             |                    |             |
|  | 3                        | Knicks de New York       | 3                        | Knicks de New York  | 3 | 2                     |                     |                     |  |  |             |                    |             |
|  | 3                        | Knicks de New York       |                          |                     |   | 2                     |                     |                     |  |  |             |                    |             |
|  | 2                        | Celtics de Boston        | 0                        |                     |   |                       |                     |                     |  |  |             |                    |             |
|  |                          |                          |                          |                     |   |                       |                     |                     |  |  | E3          | Knicks de New York | 3           |
|  |                          |                          | O2                       | Royals de Rochester | 4 |                       |                     |                     |  |  |             |                    |             |
|  | 1                        | Lakers de Minneapolis    | 2                        |                     |   |                       |                     |                     |  |  |             |                    |             |
|  | 4                        | Olympians d'Indianapolis | 1                        |                     |   |                       |                     |                     |  |  |             |                    |             |
|  | 4                        | Olympians d'Indianapolis | 1                        |                     | 1 | Lakers de Minneapolis | 1                   |                     |  |  |             |                    |             |
|  | Division Ouest           |                          |                          |                     | 1 | Lakers de Minneapolis | 1                   |                     |  |  |             |                    |             |
|  |                          |                          | 2                        | Royals de Rochester | 3 |                       |                     |                     |  |  |             |                    |             |
|  | 2                        | Royals de Rochester      | 2                        | Royals de Rochester | 3 | 2                     |                     |                     |  |  |             |                    |             |
|  | 2                        | Royals de Rochester      |                          |                     |   | 2                     |                     |                     |  |  |             |                    |             |
|  | 3                        | Pistons de Fort Wayne    | 1                        |                     |   |                       |                     |                     |  |  |             |                    |             |

## Résultats des playoffs

### Demi-finales de Division

#### Eastern Division
- Syracuse Nationals - Warriors de Philadelphie 2-0
- New York Knickerbockers - Celtics de Boston 2-0

#### Western Division
- Minneapolis Lakers - Indianapolis Olympians 2-1
- Rochester Royals - Fort Wayne Pistons 2-1

### Finales de Division

#### Eastern Division
- New York Knickerbockers - Syracuse Nationals 3-2

#### Western Division
- Rochester Royals - Minneapolis Lakers 3-1

### Finales NBA
- Rochester Royals - New York Knickerbockers 4-3

## Récompenses individuelles
- All-NBA First Team :
  - Alex Groza, Indianapolis Olympians
  - Ralph Beard, Indianapolis Olympians
  - Bob Davies, Rochester Royals
  - George Mikan, Minneapolis Lakers
  - Ed Macauley, Celtics de Boston

- All-NBA Second Team :
  - Dick McGuire, New York Knickerbockers
  - Joe Fulks, Warriors de Philadelphie
  - Frank Brian, Tri-Cities Blackhawks
  - Vern Mikkelsen, Minneapolis Lakers
  - Dolph Schayes, Syracuse Nationals